# Peter Joseph Bosch
Peter Joseph Bosch (Schinveld, 21 februari 1864 - Schinveld, 28 oktober 1939), was een Nederlandse politicus. In 1900 werd hij gekozen in de gemeenteraad van Schinveld. Daarna werd hij wethouder in diezelfde gemeente, waarna hij in 1910 werd benoemd tot burgemeester. Van 1910 tot 1934 was hij burgemeester van de (voormalige) gemeente Schinveld. 